# Calodia kirkaldyi
Calodia kirkaldyi är en insektsart som beskrevs av Nielson 1982. Calodia kirkaldyi ingår i släktet Calodia och familjen dvärgstritar. Inga underarter finns listade i Catalogue of Life.